# El Alto de las Carreras
El Alto de las Carreras är en ort i Mexiko.   Den ligger i kommunen León och delstaten Guanajuato, i den centrala delen av landet, 300 km nordväst om huvudstaden Mexico City. El Alto de las Carreras ligger 1 876 meter över havet och antalet invånare är 108.
Terrängen runt El Alto de las Carreras är platt åt sydväst, men åt nordost är den kuperad. Runt El Alto de las Carreras är det tätbefolkat, med 442 invånare per kvadratkilometer. Närmaste större samhälle är León de los Aldama, 14,6 km väster om El Alto de las Carreras. Trakten runt El Alto de las Carreras består till största delen av jordbruksmark.